# Distrito de Dabas
El distrito de Dabas (húngaro: Dabasi járás) es un distrito húngaro perteneciente al condado de Pest.
En 2013 tiene 48 746 habitantes. Su capital es Dabas.

## Municipios
El distrito tiene 3 ciudades (en negrita), 2 pueblos mayores (en cursiva) y 6 pueblos (población a 1 de enero de 2013):
- Bugyi (5160)
- Dabas (16 506) – la capital
- Hernád (4111)
- Inárcs (4407)
- Kakucs (2747)
- Örkény (4836)
- Pusztavacs (1367)
- Táborfalva (3363)
- Tatárszentgyörgy (1870)
- Újhartyán (2707)
- Újlengyel (1672)